# Municipio de Bristol (condado de Day)
El municipio de Bristol (en inglés: Bristol Township) es un municipio ubicado en el condado de Day en el estado estadounidense de Dakota del Sur. En el año 2010 tenía una población de 58 habitantes y una densidad poblacional de 0,63 personas por km².

## Geografía
El municipio de Bristol se encuentra ubicado en las coordenadas 45°22′38″N 97°48′46″O / 45.37722, -97.81278. Según la Oficina del Censo de los Estados Unidos, el municipio tiene una superficie total de 91.63 km², de la cual 89,08 km² corresponden a tierra firme y (2,77 %) 2,54 km² es agua.

## Demografía
Según el censo de 2010, había 58 personas residiendo en el municipio de Bristol. La densidad de población era de 0,63 hab./km². De los 58 habitantes, el municipio de Bristol estaba compuesto por el 100 % blancos. Del total de la población el 0 % eran hispanos o latinos de cualquier raza.